# أحمد ميريت
أحمد ميريت (بالإنجليزية: Ahmad Merritt)‏ هو لاعب كرة قدم أمريكية أمريكي، ولد في 5 فبراير 1977 في شيكاغو في الولايات المتحدة.

## وصلات خارجية
- أحمد ميريت على موقع مرجع كرة القدم المحترفة.كوم (الإنجليزية)